# Chantelle (Allier)
Chantelle település Franciaországban, Allier megyében. Lakosainak száma 1124 fő (2022. január 1.). Chantelle Chezelle, Deneuille-lès-Chantelle, Fleuriel, Fourilles, Monestier, Taxat-Senat és Ussel-d’Allier községekkel határos.

## Népesség
A település népességének változása:
| Lakosok száma | 1121 | 1084 | 1043 | 1056 | 1064 | 1061 | 1077 | 1102 | 1105 | 1124 |
|               | 1968 | 1982 | 1990 | 2006 | 2013 | 2015 | 2017 | 2019 | 2020 | 2022 |